# Shargacucullia strigicosta
Shargacucullia strigicosta là một loài bướm đêm thuộc họ Noctuidae. Nó được tìm thấy ở Iraq và the Sinai ở Ai Cập. Gần đây nó cũng được tìm thấy ở Israel và một vài nơi của Thổ Nhĩ Kỳ, Azerbaijan và Iran.
Con trưởng thành bay từ tháng 1 đến tháng 3. Có một lứa một năm.
Ấu trùng có thể ăn các loài Scrophularia.